# Ramon Colado
Ramon Colado (segle xix) fou un obrer picapedrer, sindicalista i un dels fundadors de la UGT. El dia 29 d'octubre de 1888 va ser elegit tresorer del primer Comitè Nacional. Va assistir al segon congrés de la UGT celebrat a Vilanova i la Geltrú del 30 d'octubre a l'1 de novembre de 1890, i va ser reelegit tresorer del Comitè format després d'aquest congrés, però el 16 de desembre de 1890 hagué de dimitir perquè la societat que representava (la Societat de Picapedrers) es va donar de baixa de la UGT. El va substituir Felip Tatché.